# Тополь мексиканский
Тополь мексиканский (лат. Populus mexicana) — вид лиственных деревьев из рода Тополь семейства Ивовые (Salicaceae), эндемик Мексики.
Ранее этот таксон считался синонимом Populus fremontii, потому что внешне напоминал тополя c юго-западa США из секции Aigeiros.
Канадский ботаник и знаток рода Populus Джеймс Экенвальдер показал, что уникальные характеристики этого растения позволяют признать его в качестве самостоятельного вида в отдельной новой секции мексиканских тополей (Abaso).

## Распространение
Растение встречается только на территории Мексики, деревья среднего или крупного размера, высотой до 30 м, с раскидистой и часто поникающей кроной.
Вид представлен в штатах Чьяпас, Дуранго, Пуэбла, Сан-Луис-Потоси, Синалоа, Сонора, Тамаулипас и Веракрус, на высотах от 400 до 1700 метров над уровнем моря.
Произрастает на берегах рек, ручьёв, в увлажнённых местах. Представители вида когда-то образовывали обширные леса из крупных деревьев, однако, в настоящее время из-за хозяйственной деятельности численность сократилась до небольших рощ и отдельных деревьев.

## Описание
Мексиканский тополь демонстрирует экстремальную изменчивость листьев в течение жизни. Первые 10 лет развития на дереве распускаются листья линейной формы, похожие на листву ивы, затем на дереве появляются дельтовидные и округлые листочки. Новые листья появляются во время цветения, в то время как старые листья ещё присутствуют или опадают.
Соцветия сухие, ярко-жёлтые.

## Значение и применение
Древесина мексиканского тополя не имеет большой коммерческой ценности, используется для хозяйственных целей местными потребителями.
Дерево популярно у местных жителей, культивируется для озеленения, часто высаживается вокруг домов, вдоль каналов и дорог.

### Охрана
Международный союз охраны природы в 2020 году внёс вид в Красную книгу, присвоив виду статус Near Threatened (близки к уязвимому положению).

## Таксономия
- Populus mexicana Wesm.[англ.] ex DC., Prodromus Systematis Naturalis Regni Vegetabilis 16(2): 328. 1868.

### Подвиды
Вид делят на два подвида:
- Populus mexicana subsp. mexicana — произрастает на восточном побережье Мексики
- Populus mexicana subsp. dimorpha (Brandegee) Eckenw., Journal of the Arnold Arboretum 58(3): 197. 1977. — произрастает на западном побережье, ранее описывался как отдельный вид [syn.  Populus dimorpha Brandegee , Zoë 5 №10: 197–198. 1905.]

Оба подвида предпочитают расселяться в поймах рек.
Подвид mexicana встречается в горных районах штатов Оахака и Чьяпас, что делает его самым южным из американских тополей.